# Роберт Сент-Лоуренс, 3й барон Гаут

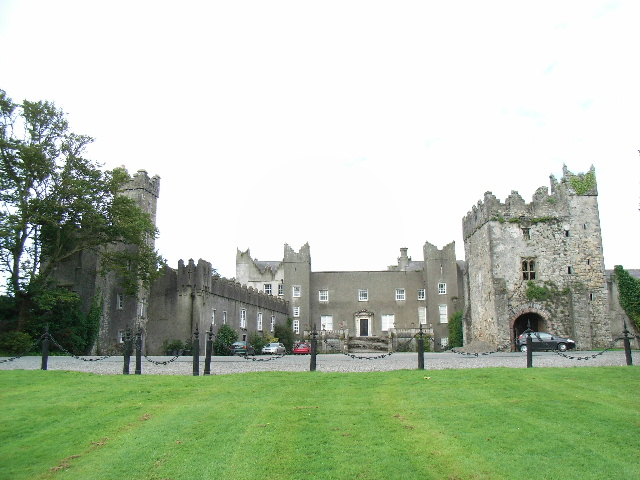
Замок Гаут.

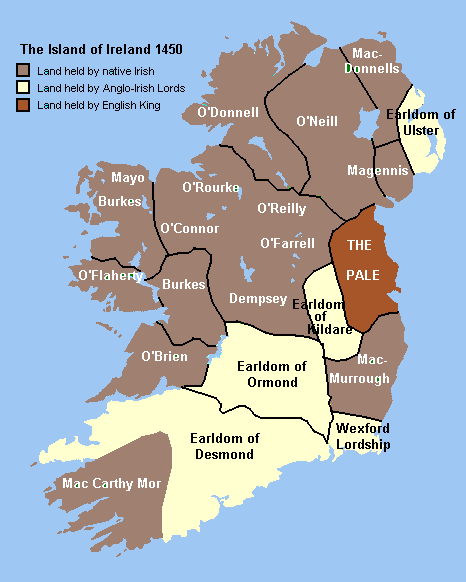
Ірландія 1450 року.

Роберт Сент-Лоуренс (англ. — Robert St Lawrence, 3rd Baron Howth) (народився приблизно в 1435 р. — помер до 1488 р.) — ІІІ барон Гаут — видатний ірландський державний діяч, юрист, суддя, аристократ, землевласник, лорд-канцлер Ірландії. Через свій другий шлюб він був тісно пов'язаний з новою династією королів Англії та Ірландії — династією Тюдорів, якій його син був непохитно відданий.

## Життєпис

### Походження та історичний фон
Роберт Сент-Лоуренс народився приблизно в 1435 році. Він був старшим сином Крістофера Сент-Лоуренса — ІІ барона Гаут. Існує певна дискусія щодо особи його матері. Словник національної біографії згадує матір Роберта Сент-Лоуренса і зазначає вона Елізабет Бермінгем з Атенрі і була першою дружиною його батька. Але деякі сучасні дослідники вважають, що матір'ю Роберта Сент-Лоуренса була Енн Планкетт (імовірно з Ратоата, графство Міт), двоюрідна сестра Крістофера Планкетта, І барона Кіллін. І вона насправлді була першю, а не другою дружиною його батька. Після смерті батька Енн знову вийшла заміж за Ентоні Персі. Після смерті її поховали в Гауті поруч із її першим чоловіком.
Причиною для перегляду імені його матері було згадування (вважається надійним) про те, що нащадки Роберта були далекими двоюрідними братами Крістофера Планкетта, І барона Кіллін. Але ревізіоністи, можливо, пропустили той факт, що матір'ю діда Роберта по батьківській лінії була Аліса Планкетт, леді Гаут, що народилася приблизно в 1350 році, і була донькою Джона Планкетта з Больє.
Роберт Сент-Лоуренс змінив титул десь між 1462 і 1465 роками. Йому було даровано володіння родинними маєтками Актом парламенту в 1463 році, припускаючи, що його батько помер або в тому році, або в попередньому році.

### Кар'єра
Історик О'Фланаган називає його «шляхтичем значних здібностей, що обіймав кілька посад, пов'язаних з урядом Ірландії». Роберт Сент-Лоуренс також, як і його батько, був сповнений рішучості відстоювати традиційні права своєї родини як лордів Гаут, і в результаті його іноді звинувачували в порушенні закону. У 1468 році його звинуватили в піратстві, деталі злочину полягали в тому, що він напав на бретонський торговий корабель біля сусіднього острова Ламбай, переслідував його аж до Дрогеди та захопив. Однак він був виправданий щодо звинувачення у піратстві. Набагато пізніше, у 1482 році, у нього виникла суперечка з Дублінською корпорацією щодо її права стягувати мито з порту Гаут, наполягаючи на тому, що за давньою традицією це була його єдина прерогатива як лорда Гаут (його батько претендував на таке ж право). Він погодився передати справу в арбітраж і погодився з вердиктом арбітра про те, що корпорація мала рацію. Він володів митницею в портах Раш, Роджерстаун і Портрейн. У 1460 році йому було доручено наглядати за дренажними роботами на болоті Балротері, що в землях Фінгал.
Роберт Сент-Лоуренс був соратником могутнього і харизматичного Томаса Фіцджеральда, VII графа Десмонд, чиї передбачувані амбіції правити Ірландією викликали підозри та ворожість англійської корони. Сумнозвісна мстива сесія парламенту Ірландії, що відбулася в Дрогеді в 1468 році, була в основному присвячена знищенню графа Десмонда та його спільників. Барон Гаут, однак, зміг отримати звільнення від будь-яких актів конфіскації, прийнятих парламентом, і обвинувачення проти нього було скасовано на тій же сесії парламенту.
Роберт Сент-Лоуренс отримав посаду верховного шерифа графства Дублін у 1456 році, канцлера Грін-Вакс в 1468 році, канцлера казначейства Ірландії в 1478 році (останні дві посади часто були взаємозамінними) і секретарем Суду з загальних справ Ірландії. Як і його батько, він відіграв ключову роль у захисті Дубліна та Пейлу. Йому було наказано звести вежу на мосту Кілмейнхем, а в 1467 році йому було доручено організувати ополчення. У 1474 році він був обраний одним із тринадцяти лицарів Братства Святого Георгія, постійної армії, якій доручено захищати Пейл — англійську колонію в Ірландії від вторгнення сусідніх вільних ірландських кланів і підтримувати мир в Ірландії загалом. На той час Англія контролювала лише невелику територію навколо Дубліна — Пейл. Решта території були незалежними і де факто і де юре — складалися з низки незалежних ірландських королівств або володінь графів, що були теж незалежними від корони Англії.
У 1483 році король Англії та Ірландії Річард III обрав його лорд-канцлером Ірландії, незважаючи на спротив Джеральда ФітцДжеральда, VIII графа Кілдер, що тоді був майже всевладним в Ірландії, свого роду некоронованим королем Ірландії. Велика Державна Печатка Ірландії деякий час перебувала у Вальтера Шампфлера, абата Святої Марії в Дубліні. Те, що лорд Гаут продовжував співпрацювати з йоркськими королями після його другого шлюбу в 1478 році, викликає подив, враховуючи, що його друга дружина Джоан Бофорт була близькою родичкою Генріха Тюдора, що планував повалити дім Йорків у 1485 році. У будь-якому випадку його перебування на посаді лорд-канцлера Ірландії було коротким, закінчившись або його усуненням, або смертю. Його смерть, ймовірно, відбулася пізніше в 1483 році, хоча деякі джерела відносять її до 1487 року.

### Родина
Перший раз Роберт Сент-Лоуренс одружився з Еліс Вайт, донькою Ніколаса Вайта з Кіллестера, і завдяки цьому шлюбу він отримав маєток Кіллестер. У 1478 році він уклав другий і політично важливий шлюб з Джоан Бофорт, донькою Едмунда Бофорта, ІІ герцога Сомерсета та Елеонори Бошамп. Здавалося б, віддалені претензії Сомерсета на англійську корону як законного спадкоємця Джона Гонта успадкував син його двоюрідної сестри Маргарет Бофорт Генріх VII, який став першим монархом династії Тюдорів. У наступні роки після одруження Роберт Сент-Лоуренс, на відміну від більшості англо-ірландської шляхти, був надійним прибічниками династії Тюдорів: очевидно, родинні зв'язки були для них надто цінними, щоб ними не скористатися в повній мірі.
У нього було шестеро дітей:
- Ніколас Сент-Лоуренс, IV барон Гаут
- Томас Сент-Лоуренс, що став генеральним прокурором Ірландії та суддею Королівського суду Ірландії.
- Волтер Сент-Лоуренс
- Крістофер Сент-Лоуренс
- Дженет Сент-Лоуренс — вийшла заміж за Томаса Фіцсімонса
- Енн Сент-Лоуренс — вийшла заміж за Вільяма Голдінга.

Деякі джерела стверджують, що його другий шлюб був бездітним, але його старший син Ніколас, який народився приблизно в 1460 році, мав бути приблизно на двадцять років старшим за свого другого сина Томаса, який вивчав право в «Іннс-оф-Корт» у Лондоні в 1503 році іжив як мінімум до 1553 року, тому ймовірно, що Томас, Волтер і Крістофер були дітьми від другого шлюбу свого батька з Джоан Бофорт. Джоан вдруге вийшла заміж за сера Річарда Фрая і померла в 1518 році.